# Mellenthin
Mellenthin er en by og kommune i det nordøstlige Tyskland, beliggende i Amt Usedom-Süd i den nordøstlige del af Landkreis Vorpommern-Greifswald. Landkreis Vorpommern-Greifswald ligger i delstaten Mecklenburg-Vorpommern.
Indtil 31. december 2004 hørte kommunen under Amt am Schmollensee. 1. januar 2005 blev kommunerne Mellenthin og Morgenitz sammenlagt til den nye kommune "Mellenthin".

## Geografi
Mellenthin er beliggende på øen Usedom seks kilometer nord for Stettiner Haff, ved Bundesstraßen B 110 og B 111 ved nordranden af Mellenthiner Heide, der er en del af Naturpark Insel Usedom. Landsbyen ligger i landlige omgivelser fem kilometer sydvest for Schmollensee og præcis lige langt syd for Achterwasser, sydøst for Lieper Winkel og øst for Peenestrom. Ti kilometer sydvest for kommunen finder man byen Usedom, og elleve kilometer mod nord ligger badebyen Bansin.
Nærmeste jernbaneforbindelse er fra Schmollensee ved jernbanen mellem Heringsdorf og Wolgast, ni kilometer nord for Mellenthin.
I kommunen ligger ud over Mellenthin, landsbyerne Dewichow og Morgenitz.

## Eksterne kilder og henvisninger
1. ↑  StBA: Änderungen bei den Gemeinden Deutschlands, siehe 2005

- Wikimedia Commons har flere filer relateret til Mellenthin

- Kommunens side  på amtets websted
- Befolkningsstatistik mm Arkiveret 4. oktober 2017 hos  Wayback Machine